# Huangnan
Huangnan (Forenklet kinesisk: 黄南; traditionel kinesisk: 黃南; pinyin: Huángnán; tibetansk: རྨ་ལ; Wylie: Rma-lho) er et autonomt præfektur for tibetanere i provinsen Qinghai i Folkerepublikken Kina.
Præfekturet har et areal på 17.921 km² og det har en befolkning på 220.000 mennesker i 2007.

## Administrative enheder
Det autonome præfektur Huangnan har jurisdiktion over 3 amter (县 xiàn) og et autonomt amt (自治县 zìzhìxiàn).
| Kort               | #                      | Navn              | Hanzi                    | Pinyin               | Tibetansk                           | Wylie  | Befolkning (2003 est.) | Areal (km²) | Indb./km² |
| ------------------ | ---------------------- | ----------------- | ------------------------ | -------------------- | ----------------------------------- | ------ | ---------------------- | ----------- | --------- |
| Kort over Huangnan |                        |                   |                          |                      |                                     |        |                        |             |           |
| Amter              |                        |                   |                          |                      |                                     |        |                        |             |           |
| 1                  | Tongren                | 同仁县            | Tóngrén Xiàn             | ཐུང་རེན་རྫོང་            | thung ren rdzong                    | 80.000 | 3.465                  | 23          |           |
| 2                  | Jainca                 | 尖扎县            | Jiānzhā Xiàn             | གཅན་ཚ་རྫོང་            | gcan tsha rdzong                    | 50.000 | 1.712                  | 29          |           |
| 3                  | Zêkog                  | 泽库县            | Zékù Xiàn                | རྩེ་ཁོག་རྫོང་             | rtse khog rdzong                    | 60.000 | 6.494                  | 9           |           |
| Autonomt amt       |                        |                   |                          |                      |                                     |        |                        |             |           |
| 4                  | Henan (For mongolerne) | 河南蒙古族 自治县 | Hénán Měnggǔzú Zìzhìxiàn | རྨ་ལྷོ་སོག་རིགས་རང་སྐྱོང་རྫོང་ | rma lho sog rigs rang skyong rdzong | 30.000 | 6.250                  | 5           |           |